# West highland white terrier
West highland white terrier, ofta kallad westie, är en hundras från Skottland i Storbritannien. Den är en lågbent terrier. I en undersökning 2012/2013 utnämndes west highland white terrier till en av världens trettio populäraste hundraser.

## Historia
Liksom cairnterrier, skotsk terrier och skyeterrier kommer west highland white terrier från lokala varianter av Highland Terrier. Vita valpar ansågs inte alltid livsdugliga utan brukade avlivas. Några uppfödare insåg dock fördelen med att vita grythundar var lättare att se i den steniga terrängen och inte heller kunde förväxlas med viltet när detta skulle skjutas.
De två uppfödare som under 1800-talets andra hälft främst utvecklade aveln med den vita highland terriern, var översten Edward Donald Malcolm, 16:e Laird av Poltalloch och George Campbell, 8:e hertig av Argyll (1823-1900) på Roseneath, båda från Argyll i västra Skottland. Deras varianter uppkallades efter deras gods - Poltallock Terrier respektive Roseneath Terrier.
Roseneath terrier ställdes ut i Crystal Palace i London 1899. Första gången hundarna ställdes ut under sitt nuvarande namn var 1904 i Edinburgh. Rasklubben bildades 1905 då även rasstandarden skrevs. Rasen erkändes 1907 av den brittiska kennelklubben the Kennel Club. Ända till omkring 1920 var parning tillåten mellan west highland white terrier och cairnterrier.
Till Sverige importerades westie strax efter andra världskriget.Det var först på 1960-talet rasen fick fäste i Sverige och flera uppfödare började importera och föda upp westies.

## Egenskaper
Ursprungligen var west highland white terrier en grythund som användes för jakt på räv, grävlingar, vesslor, mård, och andra mindre rovdjur. Den användes även som gårdshund för att hålla efter råttor och andra skadedjur. Även idag kan west highland white terrier användas som gryt- och råtthund, men det är vanligast att den hålls som sällskapshund och används för olika hundsporter.

## Utseende
West highland white terrierns ögon är väl åtskilda, mörka och djupt liggande med en genomträngande blick. Öronen är små, upprättstående och spetsiga. Kroppen är kompakt med rak rygg, kort ländparti, djup bröstkorg och väl välvda revben. Den 13 till 16 centimeter långa svansen bärs rakt upp. Pälsen är dubbel, cirka 5 centimeter lång, med hårdare täckhår och mjuk underull. Mankhöjden är cirka 28 centimeter och vikten vanligtvis 7 till 10 kilogram. Färgen är vit. Exteriört påminner den mycket om skotsk terrier, men har en annan huvudform med rundare hjässa, lätt markerat stop och kortare spetsig nos. Pälsen på huvudet trimmas så att detta ser runt ut.